# Landkreis Vorpommern-Rügen
Landkreis Vorpommern-Rügen is een Landkreis in de Duitse deelstaat Mecklenburg-Voor-Pommeren. De Landkreis telt 225.383 inwoners (31 december 2020) op een oppervlakte van 3.207,37 km². Kreisstadt is Stralsund.

## Geschiedenis
Vorpommern-Rügen ontstond op 4 september 2011 door de samenvoeging van de toenmalige Landkreisen Nordvorpommern en Rügen en de kreisfreie stad Stralsund.

## Steden en gemeenten

De Landkreis is bestuurlijk in de volgende steden en gemeenten onderverdeeld (Inwoners op 31-12-2020):
| Amtsvrije gemeenten 1. Binz (5.488) 2. Grimmen, stad (9.369) 3. Marlow, stad (4.616) 4. Putbus, stad (4.487) 5. Sassnitz, stad (9.191) 6. Stralsund, Hanzestad (59.205) 7. Süderholz (bestuurscentrum te Poggendorf) (4.058) 8. Zingst (3.154) |

Ämter met deelnemende gemeenten/steden
* = Bestuurscentrum van de Amtsverwaltung
| | | |
| - 1. Amt Altenpleen (7.527) 1. Altenpleen * (1.000) 2. Groß Mohrdorf (759) 3. Klausdorf (692) 4. Kramerhof (1.894) 5. Preetz (1.016) 6. Prohn (2.166) - 2. Amt Barth (15.034) 1. Barth, stad * (8.609) 2. Divitz-Spoldershagen (451) 3. Fuhlendorf (819) 4. Karnin (212) 5. Kenz-Küstrow (533) 6. Löbnitz (574) 7. Lüdershagen (565) 8. Pruchten (715) 9. Saal (1.411) 10. Trinwillershagen (1.145) - 3. Amt Bergen auf Rügen (20.529) 1. Bergen auf Rügen, stad * (13.572) 2. Buschvitz (253) 3. Garz/Rügen, stad (2.215) 4. Gustow (584) 5. Lietzow (257) 6. Parchtitz (769) 7. Patzig (452) 8. Poseritz (986) 9. Ralswiek (252) 10. Rappin (312) 11. Sehlen (877) - 4. Amt Darß/Fischland (6.672) 1. Ahrenshoop (651) 2. Born a. Darß * (1.169) 3. Dierhagen (1.598) 4. Prerow (1.486) 5. Wieck a. Darß (719) 6. Wustrow (1.049) | - 5. Amt Franzburg-Richtenberg (7.701) 1. Franzburg, stad * (1.364) 2. Glewitz (544) 3. Gremersdorf-Buchholz (684) 4. Millienhagen-Oebelitz (325) 5. Papenhagen (557) 6. Richtenberg, stad (1.331) 7. Splietsdorf (451) 8. Velgast (1.702) 9. Weitenhagen (208) 10. Wendisch Baggendorf (535) - 6. Amt Miltzow (7.103) 1. Elmenhorst (716) 2. Sundhagen (5.232) 3. Wittenhagen (1.155) - 7. Amt Mönchgut-Granitz (7.430) 1. Baabe * (954) 2. Göhren (1.315) 3. Lancken-Granitz (454) 4. Mönchgut ( x) 5. Sellin (2.653) 6. Zirkow (685) - 8. Amt Niepars (9.653) 1. Groß Kordshagen (310) 2. Jakobsdorf (484) 3. Kummerow ( x) 4. Lüssow (809) 5. Neu Bartelshagen ( x) 6. Niepars * (2.492) 7. Pantelitz (836) 8. Steinhagen (2.687) 9. Wendorf (897) 10. Zarrendorf (1.138) | - 9. Amt Nord-Rügen (7.700) 1. Altenkirchen (901) 2. Breege (573) 3. Dranske (1.149) 4. Glowe (974) 5. Lohme (459) 6. Putgarten (185) 7. Sagard * (2.398) 8. Wiek (1.061) - 10. Amt Recknitz-Trebeltal (8.647) 1. Bad Sülze, stad (1.731) 2. Dettmannsdorf (1.036) 3. Deyelsdorf (477) 4. Drechow (219) 5. Eixen (741) 6. Grammendorf (533) 7. Gransebieth (554) 8. Hugoldsdorf (126) 9. Lindholz (632) 10. Tribsees, stad * (2.598) - 11. Amt Ribnitz-Damgarten (18.400) 1. Ahrenshagen-Daskow (2.147) 2. Ribnitz-Damgarten, stad * (15.269) 3. Schlemmin (291) 4. Semlow (693) - 12. Amt West-Rügen (9.419) 1. Altefähr (1.275) 2. Dreschvitz (753) 3. Gingst (1.227) 4. Insel Hiddensee (992) 5. Kluis (411) 6. Neuenkirchen (284) 7. Rambin (944) 8. Samtens * (1.915) 9. Schaprode (419) 10. Trent (657) 11. Ummanz (542) |

Ludwigslust-Parchim · Mecklenburgische Seenplatte · Nordwestmecklenburg · Rostock · Landkreis Rostock · Schwerin · Vorpommern-Greifswald · Vorpommern-Rügen
Ahrenshagen-Daskow ·
Ahrenshoop ·
Altefähr ·
Altenkirchen ·
Altenpleen ·
Baabe ·
Bad Sülze ·
Barth ·
Bergen auf Rügen ·
Binz ·
Born auf dem Darß ·
Breege ·
Buschvitz ·
Dettmannsdorf ·
Deyelsdorf ·
Dierhagen ·
Divitz-Spoldershagen ·
Dranske ·
Drechow ·
Dreschvitz ·
Eixen ·
Elmenhorst ·
Franzburg ·
Fuhlendorf ·
Garz/Rügen ·
Gingst ·
Glewitz ·
Glowe ·
Grammendorf ·
Gransebieth ·
Gremersdorf-Buchholz ·
Grimmen ·
Groß Kordshagen ·
Groß Mohrdorf ·
Gustow ·
Göhren ·
Insel Hiddensee ·
Hugoldsdorf ·
Jakobsdorf ·
Karnin ·
Kenz-Küstrow ·
Klausdorf ·
Kluis ·
Kramerhof ·
Kummerow ·
Lancken-Granitz ·
Lietzow ·
Lindholz ·
Lohme ·
Löbnitz ·
Lüdershagen ·
Lüssow ·
Marlow ·
Millienhagen-Oebelitz ·
Mönchgut ·
Neu Bartelshagen ·
Neuenkirchen ·
Niepars ·
Pantelitz ·
Papenhagen ·
Parchtitz ·
Patzig ·
Poseritz ·
Preetz ·
Prerow ·
Prohn ·
Pruchten ·
Putbus ·
Putgarten ·
Ralswiek ·
Rambin ·
Rappin ·
Ribnitz-Damgarten ·
Richtenberg ·
Saal ·
Sagard ·
Samtens ·
Sassnitz ·
Schaprode ·
Schlemmin ·
Sehlen ·
Sellin ·
Semlow ·
Splietsdorf ·
Steinhagen ·
Stralsund ·
Sundhagen ·
Süderholz ·
Trent ·
Tribsees ·
Trinwillershagen ·
Ummanz ·
Velgast ·
Weitenhagen ·
Wendisch Baggendorf ·
Wendorf ·
Wieck auf dem Darß ·
Wiek ·
Wittenhagen ·
Wustrow ·
Zarrendorf ·
Zingst ·
Zirkow